# Lanuéjouls

Lanuéjouls este o comună în departamentul Aveyron din sudul Franței. În 1 ianuarie 2022 avea o populație de 761 de locuitori.